# 新音楽コンテンツ オキラク
新音楽コンテンツ オキラク 〜音・喜・楽〜（しんおんがくこんてんつおきらく）は2010年4月5日から2013年3月29日までRKB毎日放送（RKBラジオ）で放送されていた音楽番組である。
後継番組である『A-LIVE』（えー・らいぶ）についても併せて解説する。

## 番組概要
夕方の時間帯に移動・改題した『ホークス歌の応援団』の後を受けて、2010年4月5日にスタート。日替わりでパーソナリティが登場してさまざまなジャンルの音楽を届けていた。開始当初の基本放送時間は、月曜〜金曜21:00〜23:20（野球中継延長による変更あり）。
2011年春の改編で月曜日を分離し、さらには金曜日の出演者を交代した上で、番組名を『A-LIVE』に変更してリニューアル。
さらに2012年4月には、月曜を再内包し、放送時間は22:00〜23:50と変更。
2012年10月から20:00〜22:00の枠で放送していた『よしもとRadio バリカタ!!』（火曜）『ハイタッチ!』（水〜金曜）の2013年春以降の継続が決まった事に伴い、『A-LIVE』としては2013年3月29日をもって終了。先述の2番組が月曜以外の後番組となった。一方、『A-LIVE』枠で放送されていた一部の番組も単独番組として継続する。

## 放送時間
- 月曜日～金曜日 22:00～23:50（JST。2012年4月～）

### 過去の放送時間
- 月曜日～金曜日 21:00～23:20（JST。2010年4月～2011年3月）
- 火曜日～金曜日 21:00～23:20（JST。2011年4月～2012年3月）

## 放送内容
月曜
- チャートバスターズr!（田畑竜介・植村友紀）
番組開始時は単独で放送。2010年4月から1年間『オキラク』に組み込まれていたが、2011年4月4日からいったんは単独の番組に戻る。2012年4月に『A-LIVE』に組み込まれる。2013年4月より三たび単独番組へ。

火曜
- marico's mash☆room（山本真理子）…2010年4月 - 2013年3月

水曜
- HARUのハッピーマニア（HARU）…2010年4月 - 2013年3月

木曜
- マチケンのO・TO・TA・BI（深町健二郎）…2010年4月 - 2013年3月

金曜
- カト淳・あかおの遊viva!（加藤淳也・あかおかずのり）…2010年4月9日 - 2011年4月1日
土曜深夜に放送していた『夜のヒット情報』が母体。
- しらいえこ エコロジカルワールド（しらいえこ）…2011年4月8日 - 2012年3月30日
- ドリンクバー凡人会議（松尾宗能、渡辺裕介）…2012年4月6日 - 
2013年4月以降は土曜深夜28:00〜29:00（日曜早朝4:00〜5:00）に変更。